# Gaston Flosse
Gaston Flosse (ur. 24 czerwca 1931 w Riktea, Polinezja Francuska) – polinezyjski polityk, czterokrotny prezydent (szef rządu) Polinezji Francuskiej, w latach 1984–1987, 1991–2004, 2004–2005 oraz od 23 lutego do 15 kwietnia 2008. Senator francuski od 1998.

## Kariera polityczna
Gaston Flosse jest liderem konserwatywnej, proautonomicznej i antyniepodległościowej partii Tāhōʻēraʻa Huiraʻatira (Zgromadzenie Powszechne) od ponad 20 lat. Od 1965 nieprzerwanie zasiada w Zgromadzeniu Polinezji Francuskiej. Od 1982 do 1984 zajmował stanowisko wiceprezydenta. W latach 1984–1987 oraz od 1991 do 15 czerwca 2004 był prezydentem (szef rządu) Polinezji Francuskiej.
W maju 2004 jego partia przegrała jednym głosem wybory parlamentarne i Flosse musiał opuścić fotel szefa rządu na rzecz Oscara Temaru.
Oprócz stanowiska prezydenta Flosse zajmował w przeszłości także urząd ministra turystyki oraz ministra mieszkalnictwa. Od września 1998 zasiadał również we francuskim Senacie. 
Miał bliskie stosunki z byłym prezydentem Francji Jakiem Chirakiem, który został ojcem chrzestnym jego najmłodszego syna.

## Prezydent 2004–2005
9 października 2004 parlament przegłosował wotum nieufności wobec gabinetu Oscara Temaru stosunkiem głosów 29 do 28. Wniosek o wotum nieufności został wysunięty przez Gastona Flosse po tym, jak Temaru zarządził audyt działań poprzedniego rządu.
W wyniku upadku gabinetu Temaru, w Polinezji Francuskiej doszło do poważnego kryzysu politycznego. Koalicja Temaru sprzeczała się z partią Flossego o wybór nowego szefa rządu. Ostatecznie 22 października 2004 Zgromadzenie Terytorialne wybrało nowym szefem rządu Gastona Flosse.
Wcześniej, 15 października Oscar Temaru zaapelował o przeprowadzenie nowych wyborów do parlamentu. Poparło go ponad 20 tysięcy mieszkańców wysp, którzy 16 października 2006 przemaszerowali w wiecu w Papeete.
15 listopada 2004 Rada Państwa (francuski Najwyższy Sąd Administracyjny) przychyliła się do wniosku Temaru, unieważniając wynik wyborczy w dwóch dystryktach, gdzie różnica głosów była minimalna.
13 lutego 2005 w Polinezji Francuskiej odbyły się wybory uzupełniające, które partia Flossego ponownie przegrała. 3 marca 2005 Oscar Temaru został ponownie wybrany przez parlament prezydentem Polinezji Francuskiej.
21 czerwca 2006 Flosse został skazany przez sąd pod zarzutem korupcji na trzy miesiące pozbawienia wolności w zawieszeniu. Sąd uznał go za winnego wykorzystania stanowiska prezydenta do dokonania zakupu hotelu.

## Kryzys polityczny 2007
W lipcu 2007 Gaston Flosse ostro skrytykował swojego partyjnego kolegę, Gastona Tong Sanga, który od grudnia 2006 zajmował stanowisko prezydenta Polinezji Francuskiej. Zarzucił mu zbytnią uległość wobec mniejszych partii koalicyjnych i w rezultacie ignorowanie potrzeb własnej formacji.
Flosse nawiązał taktyczne porozumienie z liderem opozycji Oscarem Temaru, który skierował do parlamentu wniosek o wotum nieufności wobec gabinetu Tonga Sanga. Przeciwko Tonga Sangowi opowiedziała się także część jego własnej partii Tāhōʻēraʻa Huiraʻatira i wezwała go do rezygnacji ze stanowiska.
Wskutek odmowy z jego strony, 31 sierpnia 2007 parlament większością głosów przegłosował wotum nieufności wobec gabinetu Tong Sanga. 14 września 2007 parlament wybrał na nowego szefa rządu ponownie Oscara Temaru. W rezultacie 1 października 2007 Tong Sang opuścił partię i założył własne ugrupowanie, O Porinetia To Tatou Ai'a („Polinezja, Nasz Dom”).

## Prezydent 2008
Wskutek reformy francuskiego systemu wyborczego z listopada 2007, w styczniu i lutym 2008 w Polinezji Francuskiej odbyły się wcześniejsze wybory parlamentarne. Partia Flossego zdobyła w nich tylko 10 mandatów w 57-osobowym zgromadzeniu. 23 lutego 2008 Gaston Flosse, dzięki poparciu partii Oscara Temaru, został wybrany nowym szefem rządu. Uzyskał 29 głosów w czasie głosowania w Zgromadzeniu, podczas gdy jego rywal Gaston Tong Sang 27 głosów. 15 kwietnia 2008 r. odwołany przez parlament w wyniku wotum nieufności. Jego następcą został Gaston Tong Sang.